# Nathan Fernandes
Nathan Ribeiro Fernandes dit Nathan Fernandes, né le 16 février 2005 à Campos dos Goytacazes au Brésil, est un footballeur brésilien qui évolue au poste d'ailier gauche au Botafogo FR.

## Biographie

### En club
Né à Campos dos Goytacazes dans l'État de Rio de Janeiro au Brésil, Nathan Fernandes est formé par Grêmio, où il est considéré comme l'une des grandes promesses du club. Alors qu'il est courtisé par des clubs européens, comme l'Ajax Amsterdam, il signe son premier contrat professionnel en février 2022 avec son club formateur.
Il joue son premier match en professionnel le 27 mai 2023, lors d'une rencontre de première division brésilienne contre l'Athletico Paranaense. Il entre en jeu à la place d'Everton Galdino (en) et son équipe s'impose par deux buts à un,.
Le 10 juin 2023, il signe un nouveau contrat avec Grêmio, le liant cette fois au club jusqu'en mai 2028. Il inscrit son premier but en professionnel le 26 octobre 2023, à l'occasion d'une rencontre de championnat contre le CR Flamengo. Il entre en jeu et participe à la victoire de son équipe par trois buts à deux,.
Le 23 avril 2024, Nathan Fernandes se fait remarquer en marquant son premier but en Copa Libertadores face aux argentins de l'Estudiantes La Plata. Entré en jeu à la place d'Everton Galdino (en), il donne la victoire à son équipe en étant l'unique buteur du match,.